# Beqir Balluku
Beqir Balluku (* 14. Februar 1917 in Tirana; † 5. November 1974) war ein albanischer Generaloberst, Politiker der Partei der Arbeit Albaniens und langjähriger Verteidigungsminister, der 1974 von Enver Hoxha wegen eines angeblich versuchten Staatsstreichs abgesetzt und kurz darauf hingerichtet wurde.

## Leben

### Vertrauter Enver Hoxhas und Aufstieg zum Verteidigungsminister
Nach dem Besuch einer Technischen Hochschule trat er in die Streitkräfte (Forcat e Armatosura të Shqipërisë) ein und beteiligte sich während des Zweiten Weltkriegs von 1942 bis 1944 am kommunistischen antifaschistischen Unabhängigkeitskrieg. Am 20. Mai 1943 wurde er zum Kommandeur des Partisanen-Bataillons Krujë Ishëm ernannt und wenige Monate später am 18. September 1943 zum Politkommissar der 3. Brigade, ehe er später Kommandeur der 2. Brigade wurde.
Nach der Gründung der Volksrepublik Albanien wurde er als Nachfolger von Mehmet Shehu am 28. Januar 1948 zum Chef des Generalstabes der Streitkräfte ernannt und auf dem 1. Parteitag der PPSh im November 1948 zum Mitglied des Politbüros des Zentralkomitees (ZK) der PPSh gewählt, dem er bis zu seiner Verhaftung am 10. Juli 1974 angehörte. Daneben war er zwischen 1948 und 1974 auch Abgeordneter der Volksversammlung (Kuvendi Popullor), in der er den Wahlkreis Shkodra vertrat.
Zwischen 1952 und 1953 war er zudem Absolvent der Generalstabsakademie der UdSSR Marschall Kliment Jefremowitsch Woroschilow in Moskau. Während dieser Zeit berichtete der Staatliche Rundfunk Jugoslawiens im Dezember 1952 sowie die Tageszeitung Politika, dass er ermordet und seine Familie interniert worden sei. Während dieser Zeit gehörte er im März 1953 neben Politbüromitglied Liri Belishova, dem langjährigen Finanzminister Abdyl Këllezi und dem Erziehungs- und Kulturminister Ramiz Alia zu der Delegation beim Staatsbegräbnis von Josef Stalin.
Am 1. August 1953 wurde Balluku zum Generalleutnant befördert sowie zum Verteidigungsminister ernannt.
Balluku galt als enger Vertrauter von Enver Hoxha, dem 1. Sekretär des ZK der PPSh, und leitete 1956 eine Parteikonferenz in Tirana, als Gegner Hoxhas um die Generale Panajot Plaku und Dali Ndreu und dessen Ehefrau Liri Gega den Sturz von diesem und Ministerpräsident Mehmet Shehu planten. Auf dieser Sitzung forderten zahlreiche Delegierte auch Informationen über das Schicksal von Koçi Xoxe, Tuk Jakova, Bedri Spahiu und anderer prominenter Parteimitglieder und deren Rehabilitation.
Nachdem Balluku Hoxhas Ehefrau, Nexhmije Hoxha, über den Umsturzversuch informiert hatte, gelang es Enver Hoxha, die Kontrolle über die Partei zu halten. Die Intervention Ballukus und Shehus leitete daraufhin eine politische Säuberung ein, die nach Hoxhas Rückkehr nach Tirana mit der Verhaftung der parteiinternen Regimekritiker begann.
Die damalige Troika wurde vom Ersten Sekretär der KPdSU Nikita Sergejewitsch Chruschtschow wie folgt beschrieben:

„Die Albaner sind schlimmer als Bestien – sie sind Monster. Erst später erfuhren wir, wie die albanischen kommunistischen Führer Mitglieder ihrer eigenen Partei bestraften und eliminierten. Sie besaßen eine Art Troika: Hoxha, Shehu und Balluku. Diese drei brachten jemanden zum Prozess und Enver Hoxha und Mehmet Shehu verurteilten den Angeschuldigten selbst zum Tode, ohne jemals schriftlich etwas zu verfügen; dann suchten sie nach einer Gelegenheit, ihr Opfer im Geheimen zu ermorden, und Balluku nahm die Exekution selbst vor. Es war alles sehr dem System von Stalin und Lawrenti Beria ähnlich.“

Dennoch versuchte Chruschtschow eine Annäherung an Albanien im Rahmen der Verteidigungspolitik des Warschauer Paktes und unterzeichnete mit Balluku im Juni 1959 ein Abkommen zum Militärstützpunkt Vlora.
Nach dem Bruch mit der Sowjetunion und der Annäherung an die Volksrepublik China hielt er 1960 auf dem Parteitag der Kommunistischen Partei Nordvietnams eine Rede, in der er eine starke pro-chinesische und anti-sowjetische Position einnahm. In den folgenden Jahren traf er sich auch mehrmals im Rahmen von Auslandsreisen mit Mao Zedong.

### Vertrauensverlust, Entmachtung und Hinrichtung
Im Juli 1974 wurde Balluku, mittlerweile zum Generaloberst befördert, selbst nach über zwanzigjähriger ununterbrochener Tätigkeit als Verteidigungsminister von Hoxha der Anstiftung zu revisionistischer Ideen beschuldigt und vor einem Militärgericht wegen eines versuchten militärischen Staatsstreichs und Landesverrats angeklagt.
Wenig später wurde er zusammen mit dem Chef des Generalstabes Petrit Dume und dem Chef der Politischen Hauptverwaltung der Streitkräfte Hito Çako zum Tode verurteilt.
Politische Analysten und Politikwissenschaftler scheinen darin übereinzustimmen, dass Hoxha den Wunsch der Militärführung zur Beschränkung des Einflusses der PPSh auf Militär und Wirtschaft und einen darauf ausgerichteten Putsch befürchtete. Deren Versuch zur Herabsetzung von Hoxhas Konzept eines Volkskrieges führte zur Absetzung der gesamten Führungsspitze der Streitkräfte um Verteidigungsminister Balluku, der zum Zeitpunkt seiner Absetzung nach Hoxha, Shehu und ZK-Sekretär Hysni Kapo den vierten Rang in der Hierarchie der PPSh einnahm.
Die Entfernung Ballukus aus dem Politbüro wurde bereits am 11. September 1974 in einem jugoslawischen Bericht bekannt. Knapp zwei Wochen darauf berichtete der US-Botschafter in Italien John Volpe, dass Balluku und andere hochrangige Militärpersonen möglicherweise von ihren Ämtern entbunden wurden.
Gründe für die Entmachtung waren neben der unterschiedlichen Meinung von Hoxha und Balluku zum Verteidigungssystem Albaniens und dem Wunsch der Volksrepublik China nach einer Entlassung als Verteidigungsminister, da dieser zu häufig Waffenlieferungen an Albanien forderte, auch eine mögliche Putschabsicht mit Billigung der UdSSR. Nach dem ideologischen Bruch der PPSh mit der Kommunistischen Partei Chinas (KPCh) 1979 schrieb Enver Hoxha in seinen Memoiren, dass die „feindlichen Gruppen“ von Wirtschaftsminister Abdyl Këllezi und Verteidigungsminister Balluku ihre feindlichen Pläne auf Anregungen des damaligen Ministerpräsidenten der VR China Zhou Enlai begründeten.
Bei den Wahlen zur Volksversammlung am 6. Oktober 1974 war Balluku der einzige führende Politiker, der nicht wiedergewählt wurde. Am 29. Oktober 1974 wurde Ministerpräsident Mehmet Shehu zugleich Verteidigungsminister. Knapp eine Woche später wurde Generalleutnant Beqir Balluku am 5. November 1974 von einem Erschießungskommando hingerichtet.
Nach dem Zusammenbruch des Kommunismus wurde sein Leichnam am 18. Juli 2000 auf Wunsch seiner Familie exhumiert und zusammen mit den damals mit ihm verurteilten Generalen Dume und Çako in einem geheimen Grab in Horë-Vranisht im Kreis Vlora beigesetzt.